# 56-й Берлинский международный кинофестиваль
56-й Берлинский международный кинофестиваль проходил с 9 по 19 февраля 2006 года в Берлине.

## Жюри
- Шарлотта Рэмплинг (председатель жюри)
- Мэттью Барни
- Яш Чопра
- Марлен Горрис
- Януш Камински
- Ли Ён Э
- Армин Мюллер-Шталь
- Фред Роос
- Джунг-Ван О
- Мариэла Безуевски
- Флориан Галленбергер

## Конкурсная программа
- Капоте (режиссёр Беннетт Миллер)
- Притяжение (режиссёр Валеска Гризебах)
- Криминальный роман (режиссёр Микеле Плачидо)
- Мыло (режиссёр Пернилле Фишер Кристенсен)
- Признайте меня виновным (режиссёр Сидни Люмет)
- Компаньоны (режиссёр Роберт Олтмен)
- Кэнди (режиссёр Нил Армфилд)
- Элементарные частицы (режиссёр Оскар Рёлер)
- Снежный пирог (режиссёр Марк Эванс)
- Реквием (режиссёр Ханс-Кристиан Шмид)
- Невидимые волны (режиссёр Пен-Ек Ратанаруанг)
- Охранник (режиссёр Родриго Морено)
- Комедия власти (режиссёр Клод Шаброль)
- Дорога на Гуантанамо (режиссёры Мат Уайткросс и Майкл Уинтерботтом)
- Свободная воля (режиссёр Маттиас Гласнер)
- Изабелла (режиссёр Хо-Чунг Панг)
- Трущобные прогулки (режиссёр Михаэль Главоггер)
- Это зима (режиссёр Рафи Питтс)
- Офсайд (режиссёр Джафар Панахи)

## Награды
- Золотой медведь:
  - Грбавица, режиссёр Ясмила Жбанич
- Золотой Медведь за лучший короткометражный фильм:
  - Не так, как в первый раз!
- Серебряный медведь:
- Серебряный медведь за лучшую музыку к фильму:
  - Изабелла
- Серебряный медведь за лучшую мужскую роль:
  - Мориц Бляйбтрой — Элементарные частицы
- Серебряный медведь за лучшую женскую роль:
  - Сандра Хюллер — Реквием
- Серебряный медведь за лучшую режиссёрскую работу:
  - Майкл Уинтерботтом — Дорога на Гуантанамо
  - Мат Уайткросс — Дорога на Гуантанамо
- Серебряный медведь за лучший короткометражный фильм:
  - Наш человек в Нирване
  - Переписка
- Серебряный медведь - Гран-при жюри:
  - Мыло
  - Офсайд
- Серебряный медведь за выдающиеся художественные достижения:
  - Юрген Фогель — Свободная воля
- Почётное упоминание:
- Почётное упоминание - лучший короткометражный фильм:
  - В день смерти
- Почётный приз Berlinale Camera Award:
  - Михаэль Балльхаус
  - Юрген Бётхер
  - Лоуренс Кардиш
  - Ханс Хельмут Принцлер
- Приз за лучший дебют:
  - Мыло
- Приз зрительских симпатий (программа «Панорама»):
  - Бумажные куклы
- Приз зрительских симпатий за лучший короткометражный фильм (программа «Панорама»):
  - Наследница
- Хрустальный медведь:
- Хрустальный медведь - лучший короткометражный фильм:
  - Нет прощения
- Хрустальный медведь - лучший художественный фильм:
  - У нас всё получится
- Хрустальный медведь - лучший художественный фильм конкурса для юношества Поколение 14+:
  - Четыре недели в июне
- Хрустальный медведь - особое упоминание:
- Хрустальный медведь - особое упоминание - лучший короткометражный фильм:
  - Вор
- Хрустальный медведь - особое упоминание - лучший художественный фильм:
  - Цветение Максимо Оливероса
- Хрустальный медведь - особое упоминание - лучший художественный фильм конкурса для юношества Поколение 14+:
  - Каматаки
- Гран-при немецкого фонда помощи детям:
- Гран-при немецкого фонда помощи детям за лучший художественный фильм:
  - Цветение Максимо Оливероса
- Приз немецкого фонда помощи детям - особый приз:
- Приз немецкого фонда помощи детям - особый приз за лучший короткометражный фильм:
  - Улыбающаяся рыба
- Приз немецкого фонда помощи детям - особое упоминание:
- Приз немецкого фонда помощи детям - особое упоминание - лучший короткометражный фильм:
  - Вика
- Приз немецкого фонда помощи детям - особое упоминание - лучший художественный фильм:
  - Я есть
- Приз Teddy (кино, посвящённое теме сексуальных меньшинств):
- Приз Teddy за лучший короткометражный фильм:
  - В день смерти
- Приз Teddy за лучший документальный фильм:
  - За ненавистью
- Приз Teddy за лучший художественный фильм:
  - Цветение Максимо Оливероса
- Приз Teddy - приз от жюри:
  - Поединок
- Приз международной ассоциации кинокритиков (ФИПРЕССИ):
- Приз ФИПРЕССИ (конкурсная программа):
  - Реквием
- Приз ФИПРЕССИ (программа «Форум»):
  - Между днями
- Приз ФИПРЕССИ (программа «Панорама»):
  - Круче не бывает
- Приз экуменического (христианского) жюри:
- Приз экуменического (христианского) жюри (конкурсная программа):
  - Грбавица
- Приз экуменического (христианского) жюри (программа «Форум»):
  - Разговоры в воскресный полдень
- Приз экуменического (христианского) жюри (программа «Панорама»):
  - Судебный исполнитель
- Приз Европейской конфедерации художественного кино:
- Приз Европейской конфедерации художественного кино (программа «Форум»):
  - Недалеко от дома
- Приз Европейской конфедерации художественного кино (программа «Панорама»):
  - Маленькие красные цветы
- Приз Сети продвижения азиатского кино (NETPAC):
  - Дорогой Пхеньян
- Приз Prix UIP Berlin за лучший европейский короткометражный фильм:
  - Барьер
- Приз Альфреда Бауэра:
  - Охранник
- Приз ассоциации европейских кинотеатров:
  - Круче не бывает
- Приз Caligari за инновации в Программе молодого кино:
  - 37 способов использования мёртвой овцы
- Приз DIALOGUE en Perspective:
  - Страхование жизни
- Приз DIALOGUE en Perspective - особое упоминание:
  - Состав
- Приз молодому кинематографисту по итогам Berlinale Talent Campus:
  - Высокий уровень обслуживания
- Приз за лучший короткометражный фильм о Берлине:
  - Берлин – футбольная мечта
  - Премия Манфреда Зальгебера
  - Бумажные куклы
- Приз за лучший короткометражный фильм (программа «Панорама»):
  - Твои чёрные волосы, Ихсан
- Приз программы по обмену деятелей искусства (DAAD) за лучший короткометражный фильм:
  - Лебеди
- Приз Peace Film Award:
  - Грбавица
- Приз международного комитета по амнистиям:
  - Распускающийся нарцисс
- Приз имени Вольфганга Штаудте:
  - Бабуска
- Приз гильдии немецкого арт-хауса:
  - Свободная воля
- Приз Femina-Film Prize:
  - До свидания, Берлускони
- Приз газеты Berliner Morgenpost:
  - Компаньоны
- Приз газеты Berliner Zeitung:
  - Странный цирк
- Приз газеты Siegessäule:
  - Бумажные куклы